# Église collégiale Saint-Isidore de Madrid
L'église collégiale Saint-Isidore (en espagnol : Iglesia colegiata de san Isidro el Real), est un édifice religieux catholique de la ville de Madrid, capitale de l'Espagne.
Construite durant la première moitié du XVIIe siècle comme lieu de culte et d’animation spirituelle du collège impérial des jésuites de Madrid, elle prend le nom de Saint-Isidore, protecteur de la ville de Madrid, lorsque les reliques du saint (et celle de son épouse sainte Marie de la Cabeza (es)) y sont transférées en 1769, peu après l’expulsion des Jésuites d'Espagne.
De 1885 à 1993, elle est pro-cathédrale du diocèse de Madrid. Cette église est une basilique.

## Situation
Sise dans le centre historique de Madrid, l'église s'élève au numéro 37 de rue de Tolède, à environ 400 m au sud de la Plaza Mayor.

## Histoire
Lorsque le collège jésuite devient « impérial », l'église paroissiale Saints-Pierre-et-Paul est démolie pour faire place à un nouvel édifice selon les instructions du legs testamentaire de Marie d'Autriche (1528-1608), fille de Charles Quint. Les plans sont dessinés par le frère jésuite Pedro Sánchez (es) en 1620. L’architecte en suit les travaux jusqu’à sa mort en 1633. Francisco Bautista et Melchior de Bueras prennent alors la relève et supervisent la construction de l’édifice jusqu'à son achèvement en 1664. Le 23 septembre 1651, c’est-à-dire 13 ans avant qu’elle ne soit achevée, elle avait été consacrée et dédiée à saint François Xavier et ouverte au culte.
En 1767, les jésuites sont expulsés d’Espagne. L’église devient alors 
collégiale et deux ans plus tard, elle est placée sous le patronage de saint Isidore le Laboureur dont les reliques sont transférées de l’église Saint-André où elles étaient conservées dans la chapelle de l’évêque. Les reliques de sainte Marie de la Cabeza (es), rejoignent celles de son époux, saint Isidore, dans cette même église. L’intérieur de l’église est également rénové par Ventura Rodríguez.
En 1885, avec la création du diocèse de Madrid, l’église devient la cathédrale provisoire du nouveau diocèse. Elle le reste près de 100 ans, c’est-à-dire jusqu'en 1993, quand l'actuelle cathédrale de la Almudena est enfin achevée.
En 1936, le bâtiment est mis à feu dans les premiers jours de la guerre civile espagnole. Dans l’incendie sont perdues plusieurs œuvres d'art, dont le retable de Ventura Rodríguez, ainsi que les peintures de Francisco Ricci et de Luca Giordano. Le feu cause également l'effondrement de la coupole.
La paix rétablie, il est procédé à sa restauration. Elle dure plus de 20 ans, suivant un projet de l'architecte Javier Barroso cherchant à récupérer autant que possible les éléments d'origine, Une réplique très fidèle du retable principal de Ventura Rodríguez a été effectuée.
Lorsque la nouvelle cathédrale de Madrid est achevée (1993) les œuvres d’art de Juan de Mesa — la Vierge Marie, patronne de Madrid et le Christ de la Bonne Mort — y sont transférées. L’église Saint-Isidore est redevenue « collégiale », tout en servant encore fréquemment pour des cérémonies religieuses concernant plus particulièrement la ville de Madrid. Entre autres la procession en l’honneur de Saint-Isidore qui sort le 15 mai, fête patronale de la ville.

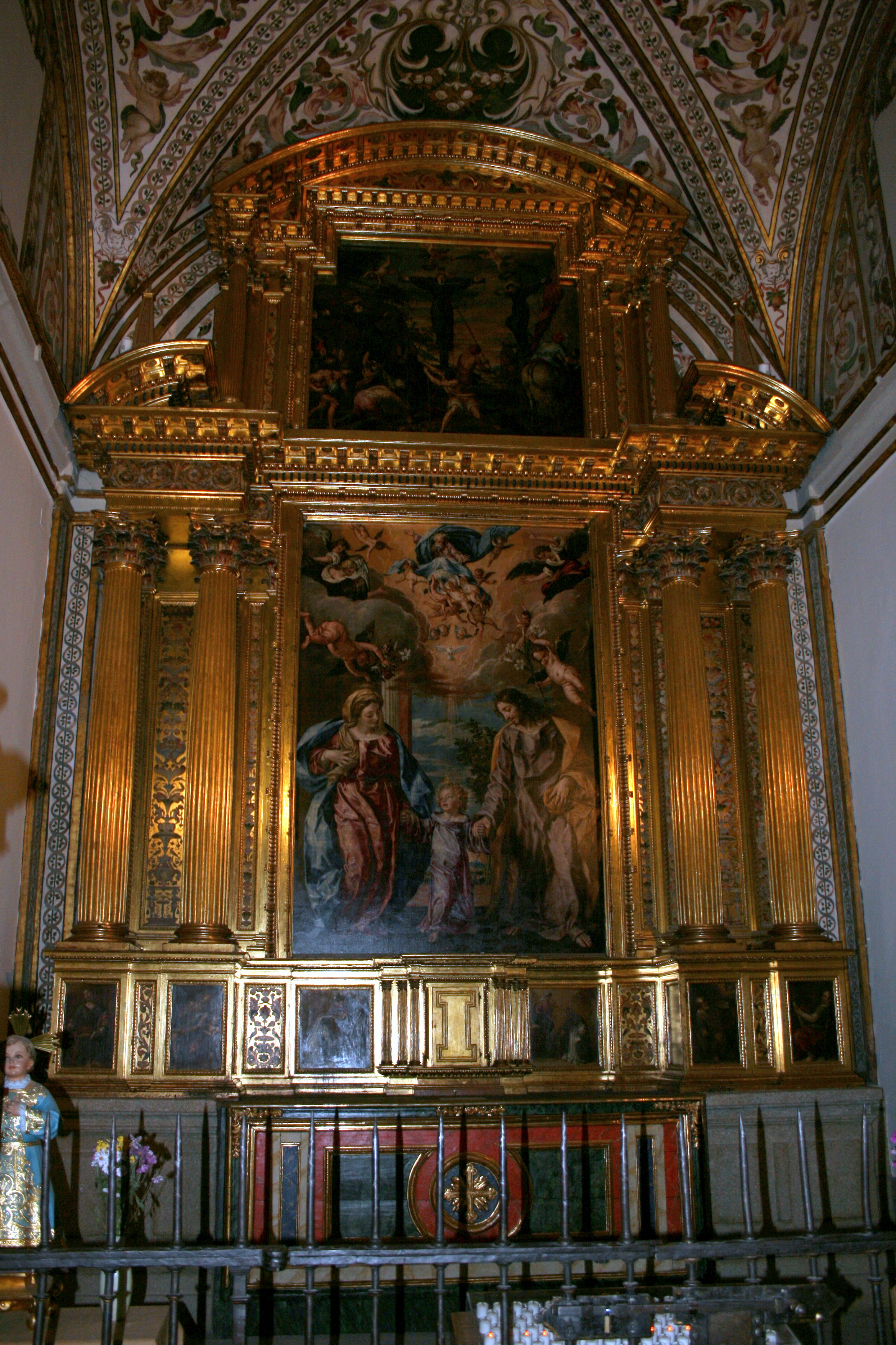
La Sainte Famille de Herrera Barnuevo

## Description
L'église Saint-Isidore est un des édifices les plus représentatifs de l'architecture religieuse madrilène du XVIIe siècle. Elle a été construite dans le style baroque par des architectes jésuites qui se sont inspirés du modèle que représentait pour eux l’église du Gesù de Rome. Son plan en croix latine avec nef unique et  chapelles latérales, son transept et dôme, établissent cette influence.
La façade, donnant sur l’étroite rue de Tolède (calle de Toledo), se distingue par son aspect monumental. En pierre de granit, elle s'intègre à un corps central, entre les deux tours, délinéée par quatre colonnes corinthiennes. Entre les deux colonnes centrales, le portail d’entrée est surmonté d’une niche abritant les statues des saints Isidore le laboureur et son épouse Marie Torribia. Les chapiteaux qui surmontent les colonnes sont œuvres de Francisco Bautista.
Au-dessus de la croisée du transept s’élève le dôme, également conçu par Bautista. C'est le premier exemple de « dôme léger », fait d’une armature en bois recouverte de plâtre, qui, compte tenu de sa légèreté, autorise un appui sur des murs peu épais. Cette nouveauté architecturale de Bautista, qui permet également une réduction notable des coûts de construction, fait fortune : elle est rapidement adoptée pour d'autres bâtiments de Madrid édifiés au XVIIe siècle.

## Patrimoine
L'intérieur de l’église, autrefois riche en œuvres d'art, en a perdu une grande partie dans l’incendie de 1936. Ont été préservées, cependant :
- le  sarcophage avec les reliques de saint Isidore (aujourd'hui conservé à l'intérieur du retable d’autel) ;
- une toile de Sebastián Herrera Barnuevo représentant la Sainte Famille est considérée comme le chef-d'œuvre de cet artiste (dans la chapelle du pilier) ;
- plusieurs toiles du maitre baroque Francisco Ricci, dont un portrait de saint François de Borgia ;
- des sculptures de Juan Pascual de Mena ;
- La chaire de vérité, conçue dans une combinaison de marbres polychromes.